# Piper mamorense
Piper mamorense är en pepparväxtart som beskrevs av Truman George Yuncker. Piper mamorense ingår i släktet Piper och familjen pepparväxter. Inga underarter finns listade i Catalogue of Life.